# Péchés de vieillesse
Péchés de vieillesse (Pecats de vellesa) és una col·lecció de 150 peces per a piano i solistes del compositor Gioachino Rossini. La gran majoria no van ser publicats fins a la dècada del 1950, quan la Fundació Rossini en va iniciar una edició sistemàtica en tretze volums.

## Origen i context
El 1829, després de l'estrena de *Guillaume Tell*, Rossini, amb només 37 anys, es va retirar definitivament del món de l'òpera, iniciant un "gran silenci" de quaranta anys que es va considerar misteriós en el seu moment. Es va apartar conscient de ser “l’últim dels clàssics” i es va mantenir allunyat del món romàntic. Durant uns vint-i-sis anys va escriure poc, però en els seus últims anys a París va reprendre la composició en privat, creant obres com els Péchés per a piano, veu i petits conjunts. Amb el temps, els valors clàssics van ressorgir i Rossini va poder tornar al seu estil original, revitalitzat per un nou floriment cultural a París.

## Música
Les peces s'agrupen en catorze àlbums publicats sota aquest autocrític i irònic títol. L'ordre de les peces en els àlbums no reflecteixen la seqüència o la data de la seva composició, que van des de 1857 fins poc abans de la mort de Rossini el 1868. El títol Péchés de vieillesse va ser donat per Rossini només als volums V-IX, però des de llavors s'ha estès a tot el conjunt.
També es va referir a la seva Petite messe solennelle com "l'últim dels meus péchés de vieillesse", però no forma part formal d'aquest conjunt d'obres.
El Péchés de vieillesse són música de saló, encara que d'un format refinat, varen ser compostos amb la intenció de dur-se a terme en la intimitat de Rossini a la sala de dibuix de Passy-lès-Paris. Els volums I, II, III i XI són música vocal amb acompanyament de piano. Els volums IV, V, VI, VII, VIII, X i XII són música per a piano sol. El volum IX és per a un conjunt de cambra o piano sol. Els volums XIII i XIV comprenen música vocal i no vocal.
- Vol I Album italiano
- Vol II Album français
- Vol III Morceaux réservés
- Vol IV Quatre hors d'œuvres et quatre mendiants
  - Quatre hors d'oeuvres:
    - 1. Les radis
    - 2. Les anchois
    - 3. Les cornichons, “Introduction: Thème et Variations”
    - 4. La beurre, “Thème et Variations”

  - Quatre mendiants:
    - 1. Les figuees sèches, “Me voilà – bonjour madame”
    - 2. Les amandes, “Minuit sonne – bonsoir madame”
    - 3. Les raisins, “À ma petite perruche”
    - 4. Les noisettes, “À ma chère Nini”
- Vol V Album pour les enfants adolescents
  - 1. Première communion
  - 2. Thème naïf et variations
  - 3. Saltarello à l'Italienne
  - 4. Prélude moresque
  - 5. Valse lugubre
  - 6. Imromptu anodin
  - 7. L'innocence Italienne; La candeur Française
  - 8. Prélude convulsif
  - 9. La lagune de Venise à l'expiration de l'année 1861
  - 10. Ouf! Les petits pois
  - 11. Un sauté
  - 12. Hachis romantique
- Vol VI Album pour les enfants dégourdis
  - 1. Mon prélude hygiénique du matin
  - 2. Prélude baroque
  - 3. Memento homo
  - 4. Assez de memento: dansons
  - 5. La Pesarese
  - 6. Valse torturée
  - 7. Une caresse à ma femme
  - 8. Barcarole
  - 9. Un petit train de plaisir comico-imitatif
  - 10. Fausse couche de Polka Mazurka
  - 11. Éthude asthmatique
  - 12. Un enterrement en carneval
- Vol VII Album de chaumière
- Vol VIII Album de château
- Vol IX Album pour piano, violon, violoncello, harmonium et cor
- Vol X Miscellanée pour piano
- Vol XI Miscellanée de musique vocale
- Vol XII Quelques riens pour album
- Vol XIII Musique anodine (1857). Presentat a la seva esposa Olympe Pélissier en agraïment per la seva atenció durant la seva llarga malaltia intermitent.
- Vol XIV Altri Péchés de vieillesse

Edicions crítiques de tots els àlbums estan en procés de publicació per part de la Fundació Rossini, a Pesaro, que conserva els manuscrits autògrafs originals; que es distribueixen per la Universitat de Chicago. Les noves edicions restauraren la notació musical expressiva precisa de Rossini i ofereixen versions alternatives fins ara inèdites d'alguns Péchés.
Després de la mort del compositor el 1868, la seva vídua, Olympe Pélissier, va vendre la totalitat de la col·lecció, que després va ser subhastada a Londres, el 1878. La Société anonyme de publications périodique, París, va ser un dels compradors, que van vendre els drets de publicació a l'empresa de Heugel. L'edició va ser preparada per Auguste-Edouard Vaucorbeil (1821-1884), director de l'Òpera de París, que va reordenar les peces i els va donar nous títols pintorescs i que després es van considerar inadequats.
El 1918, Ottorino Respighi va orquestrar una sèrie de les peces per a piano per al ballet La Boutique fantasque. El 1925, va arranjar algunes peces més per a piano, del Vol. XII (Quelques riens), com la suite orquestral Rossiniana. Benjamin Britten també va utilitzar alguns dels temes de Rossini en les seves suites orquestrals disposats, Matinées musicales i Soirées musicales, opus 24, 1936.